# Pulau Binjai
Pulau Binjai is een bestuurslaag in het regentschap Kuantan Singingi van de provincie Riau, Indonesië. Pulau Binjai telt 860 inwoners (volkstelling 2010).